# Barroquinha (kommun)
Barroquinha är en kommun i Brasilien.   Den ligger i delstaten Ceará, i den nordöstra delen av landet, 1 600 km nordost om huvudstaden Brasília. Antalet invånare är 14 475.
Följande samhällen finns i Barroquinha:
- Barroquinha

Omgivningarna runt Barroquinha är huvudsakligen savann. Runt Barroquinha är det ganska glesbefolkat, med 45 invånare per kvadratkilometer.